# Marvel szuperhősök: Bosszúállók (újra)gyülekező
A Marvel szuperhősök: Bosszúállók (újra)gyülekező (eredeti cím: Lego Marvel Super Heroes: Avengers Reassembled) 2015-ös amerikai–kanadai–dán LEGO akciófilm, amelyet Rob Silvestri rendezett.
A forgatókönyvet Mark Hoffmeier írta. A film zeneszerzői Asher Lenz és Stephen Skratt. A film gyártója a Marvel Entertainment és a Lego Csoport, forgalmazója a Disney XD.
Amerikában 2015. november 16-án mutatta be a Disney XD, majd felkerült a Lego.comra. Magyarországon 2020. augusztus 28-án mutatta be az HBO Go.

## Cselekmény
A Bosszúállók tagjai partira készülnek, azonban Vasember furcsán viselkedik. Amerika Kapitány rájön, hogy Ultron irányítja a páncélját. Vasember ezután elmenekül, de mielőtt elmenekült volna Fekete Özvegy nyomkövetőt rakott a hátára.
A menekülés közben Vízió rájön, hogy Fullánk irányítja a páncélt. Elkezdik követni Vasembert, aki egy new york-i Hydra bázisra megy, ahol találkozik Strucker báróval. Tony Stark magához tér, de továbbra se tudja irányítani a páncélt. Hangya bemászik a páncélba, ahol legyőzi Fullánkot. Közben Vasember titkos fájlokat tölt le és kiderül, hogy sikerült ellopnia a Stark torony kódját. Ultron létre akarja hozni a saját Vaslégióját. Hangya bemászik Ultron fejébe és széttép több vezetéket, ami miatt Ultron felrobban.
A Bosszúállók folytatják a partit.
A stáblista után Vasemberaz Ultron egyes részeiből jégadagoló gépet készített.

## Szereplők
| Szereplő             | Eredeti hang      | Magyar hang     |
| -------------------- | ----------------- | --------------- |
| Fekete Özvegy        | Laura Bailey      | Zsigmond Tamara |
| Sólyomszem           | Troy Baker        | Stohl András    |
| Amadeus Cho / Vaspók | Eric Bauza        | Molnár Levente  |
| Pókember             | Benjamin Diskin   | Baráth István   |
| Hangya               | Grant George      | Széles Tamás    |
| Strucker báró        | JP Karliak        | Barbinek Péter  |
| Vízió                | JP Karliak        | Kárpáti Levente |
| Ultron               | Jim Meskimen      | Hirtling István |
| Sólyom               | Bumper Robinson   | Papp Dániel     |
| Amerika Kapitány     | Roger Craig Smith | Zámbori Soma    |
| Thor                 | Travis Willingham | Crespo Rodrigo  |
| Fullánk              | Travis Willingham | Pál András      |
| Hulk                 | Fred Tatasciore   | Rajkai Zoltán   |
| Vasember             | Mick Wingert      | Fekete Ernő     |

### Magyar változat
- Magyar szöveg: Boros Karina
- Hangmérnök: Salgai Róbert
- Vágó: Pilipár Éva
- Gyártásvezető: Németh Piroska
- Szinkronrendező: Molnár Ilona
- Produkciós vezető: Marjay Szabina
- Bemondó: Endrédi Máté

A szinkront az HBO megbízásából az SDI Media Hungary készítette.